# Lassouts
Lassouts – miejscowość i gmina we Francji, w regionie Oksytania, w departamencie Aveyron. W 2013 roku populacja Lassouts wynosiła 325 mieszkańców. Przez miejscowość przepływają rzeki Lot oraz Dourdou de Conques. 

## Zabytki
Zabytki w miejscowości posiadające status monument historique:
- kaplica przy zamku Roquelaure (fr. Chapelle du château de Roquelaure)
- kościół św. Jakuba (fr. Église Saint-Jacques)